# El Royo
El Royo es un municipio y localidad española de la provincia de Soria, en la comunidad autónoma de Castilla y León. Pueblo y cabecera de la comarca de El Valle y La Vega Cintora, en el partido judicial de Soria.
Desde el punto de vista jerárquico de la Iglesia católica forma parte de la diócesis de Osma la cual, a su vez, pertenece a la archidiócesis de Burgos.

## Geografía

Término municipal

El Royo está situado al noroeste de la provincia de Soria, a 24 km de la capital; entre la comarca del EL Valle y Pinares.
Pese a pertenecer a la Vega Cintora está situado en la ladera de una montaña a 1070 m de altitud, abarcando 127 km².
Tiene un área de 126,21 km².

## Medio ambiente
En su término e incluidos en la Red Natura 2000 los siguientes lugares:
- Lugar de Interés Comunitario conocido como Riberas del Río Duero y afluentes, ocupando 89 hectáreas, el 1 % de su término.[3]
- Lugar de Interés Comunitario conocido como Robledales del Berrún, ocupando 373 hectáreas, el 3 % de su término.[4]
- Lugar de Interés Comunitario conocido como Sierras de Urbión y Cebollera ocupando 8576 hectáreas, el 68% de su término.[5]
- Zona Especial Protección de Aves conocida como sierra de Urbión ocupando 7317 hectáreas, el 58% de su término.[6]

## Historia
La historia se remonta al Neolítico, esto se sabe y que se encontró un hacha pulimentada en las tierras de El Royo, también se hallaron más útiles líticos por los alrededores, en lugares como puntas de flechas en Derroñadas y Vilviestre de los Nabos y láminas en Langosto.
De la Edad de Hierro se puede encontrar el castro del Castillo de El Royo, su muralla llegó a medir 18 metros de anchura y más de 2 de altura.
A la caída del Antiguo Régimen la localidad se constituye en municipio constitucional, entonces conocido como Royo y Derroñadas  en la región de Castilla la Vieja, partido de Soria que en el censo de 1842 contaba con hogares 181 y 730 vecinos.
A finales del siglo XX crece el término por la incorporación del municipio de Hinojosa de la Sierra que incluye la localidad de Langosto e incorpora a Vilviestre de los Nabos, antiguo municipio anexionado a Oteruelos, hoy integrado en el municipio de Soria. Estos 5 pueblos ocupan la Vega Cintora.

## Demografía
Cuenta con una población de 251 habitantes (INE 2024).
| Gráfica de evolución demográfica de El Royo entre 1842 y 2021 |
| |
| Población de derecho según los censos de población del INE Población de hecho según los censos de población del INEEn este censo se denominaba Royo y Derroñadas: 1842 Entre el censo de 1970 y el anterior, crece el término del municipio porque incorpora a 42556 (Hinojosa de la Sierra) |

### Población por núcleos
| Núcleos                 | Habitantes (2000) | Habitantes (2010) |
| ----------------------- | ----------------- | ----------------- |
| El Royo                 | 253               | 234               |
| Derroñadas              | 41                | 45                |
| Hinojosa de la Sierra   | 9                 | 7                 |
| Langosto                | 17                | 13                |
| Vilviestre de los Nabos | 15                | 15                |

## Cultura

### Fiestas
Esta localidad tiene varias fiestas, la primera del año se desarrolla el segundo sábado de julio, es la Romería de El Voto. Esta romería sube hasta la ermita de Nuestra Señora del Castillo, donde los habitantes de El Royo y sus pedanías pasan el día. Esta ermita está situada en un mirador natural.Las siguientes fiestas se celebran en agosto, en torno a San Roque que es el día 16.
La última fiesta del año es el 18 de diciembre en honor a Nuestra Señora de la Esperanza.

### Patrimonio
En su término municipal existe una zona arqueológica que tiene incoado expediente como Bien de Interés Cultural con fecha 25 de abril de 2003.